# Ancelle francescane del Buon Pastore
Le Ancelle Francescane del Buon Pastore sono un istituto religioso femminile di diritto pontificio.

## Storia
La congregazione fu fondata nel 1938 a Ponte Piccolo di Catanzaro da Angela Rosa Napoli con l'aiuto del cappuccino Bonaventura Romani.
Il fine principale dell'istituto era la cura e l'istruzione della gioventù pericolante, dimessa da istituti di rieducazione. La comunità fu eretta in congregazione religiosa dal cardinale Clemente Micara il 18 luglio 1961.

## Attività e diffusione
Le religiose si dedicano all'educazione della gioventù e all'assistenza ad anziani e ammalati.
Oltre che in Italia, le suore sono presenti in Asia (Filippine, India, Corea del Sud) e nelle Americhe (Brasile, Colombia); la sede generalizia è a Roma.
Alla fine del 2011 la congregazione contava 186 religiose in 37 case.